# Пошуково-рятувальна операція

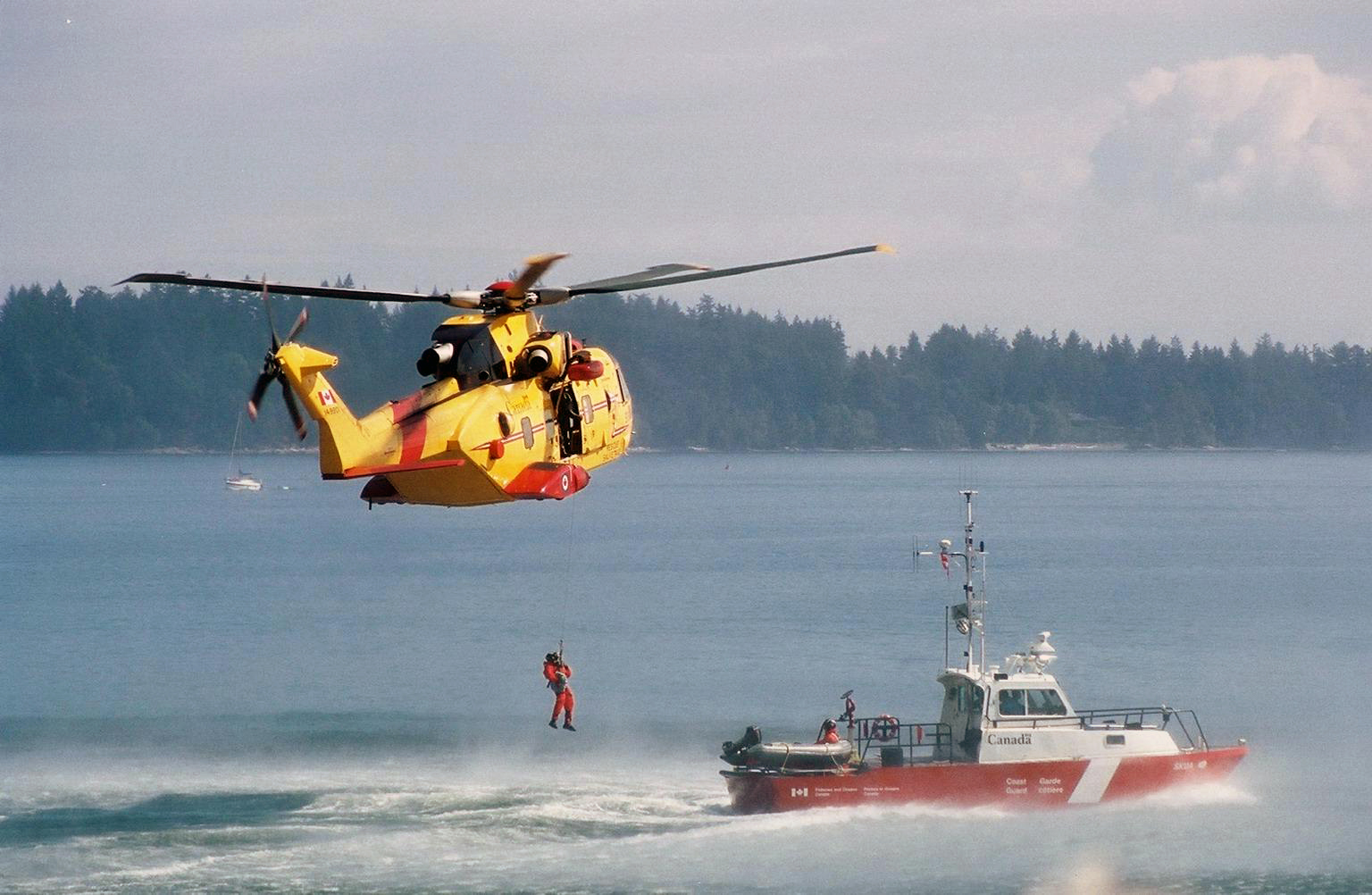
Канадські рятівники проводять пошуково-рятувальну операцію з підйому постраждалого з борту судна вертольотом CH-149 «Корморант» Канадських збройних сил

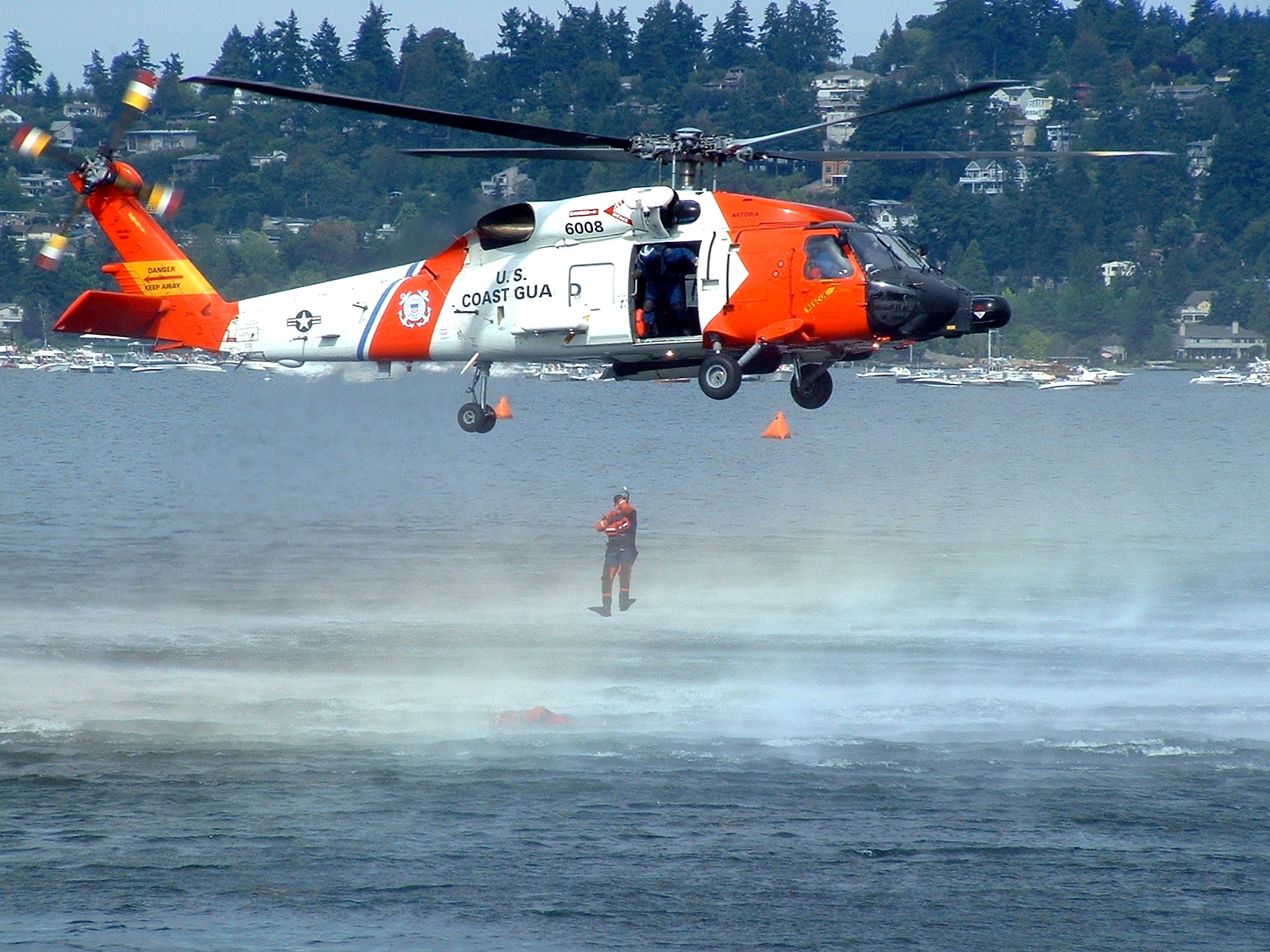
Демонстрація рятівниками Берегової охорони США пошуку постраждалих на воді з висадкою з рятувального вертольоту HH-60 «Джохоук» під час навчань. 2004

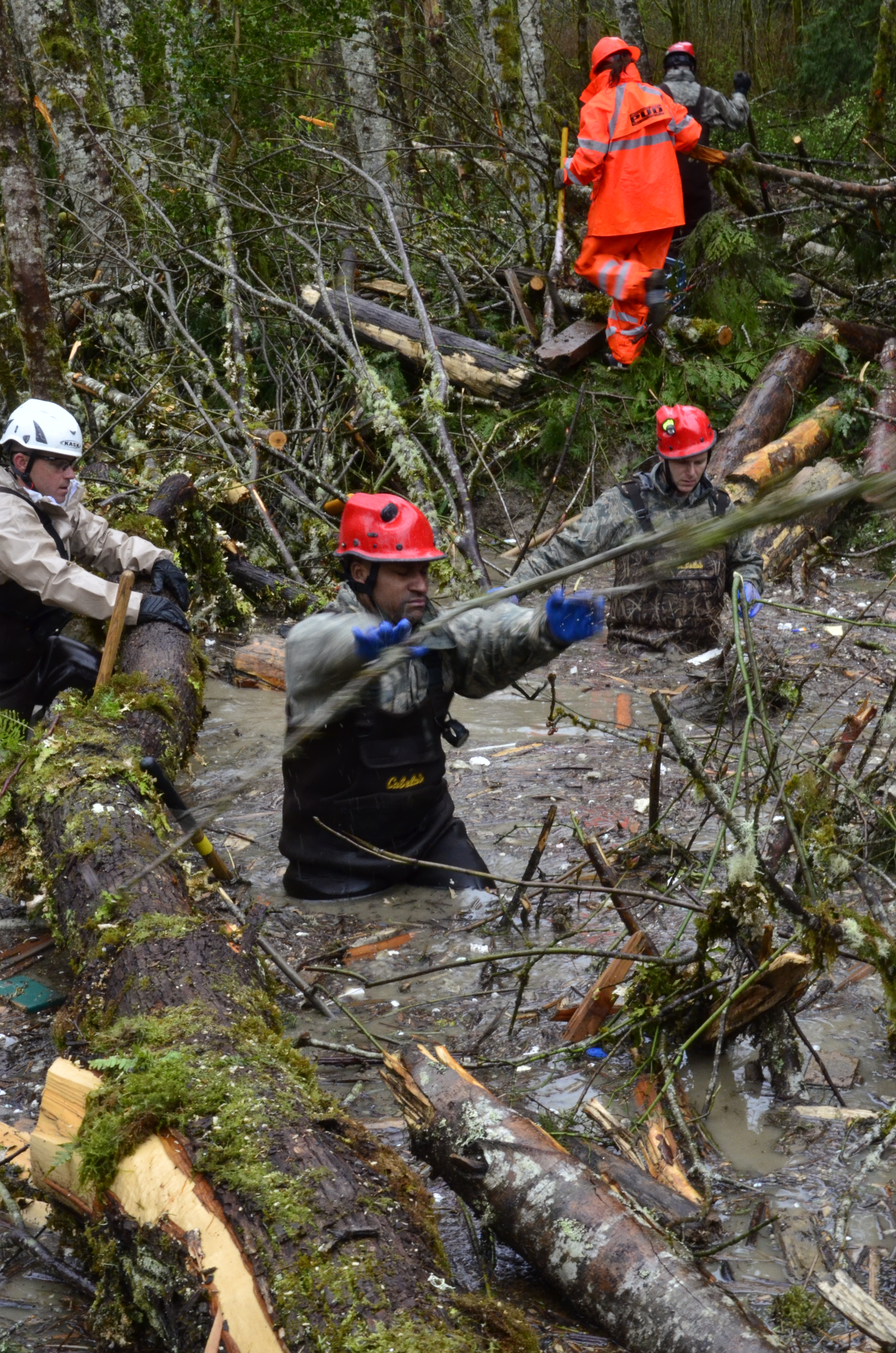
Пошуково-рятувальна операція після зсуву ґрунту в штаті Вашингтон. 18 червня 2007

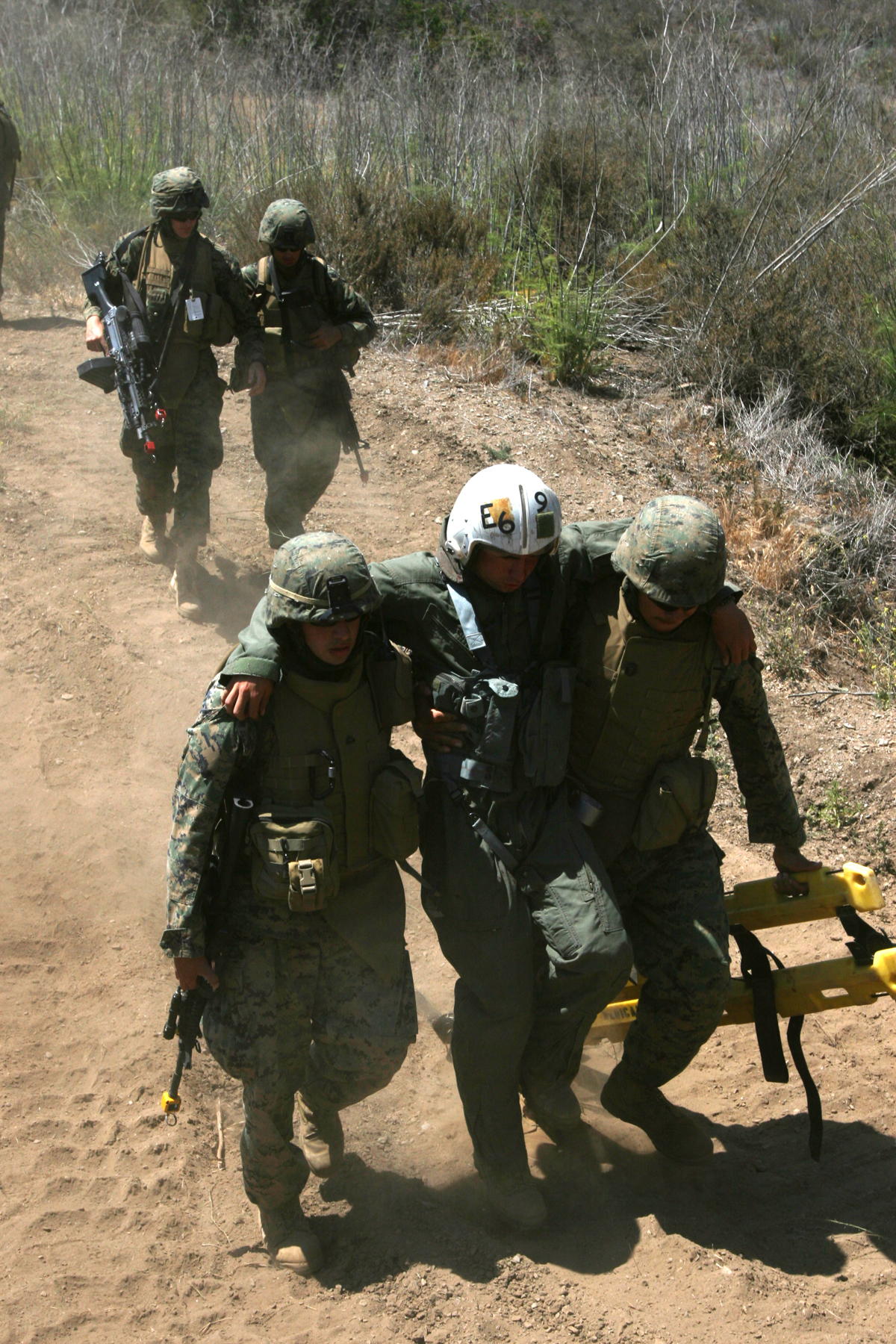
Тренування з рятування льотчика збитого літака. Кемп-Пендлтон. 29 березня 2014

Пошуково-рятувальна операція (англ. Search and rescue (SAR) — комплекс заходів, який проводиться спеціально навченими та оснащеними фахівцями з організації пошукових робіт та рятування в зоні стихійного лиха, природної або техногенної катастрофи, наслідків складних погодних або географічних умов з метою евакуації (вивезення, виведення) постраждалого (постраждалих, вцілілих, поранених тощо) з місця події до безпечного місця, а також надання ним першої медичної допомоги.

## Пошуково-рятувальні операції в Україні[1]
Пошуково-рятувальні операції та їх координація здійснюються національними (державними) організаціями оповіщення про нещастя, пошуку і рятування, відомчими службами спостереження за флотом і аварійно-рятувальними службами, службами безпеки мореплавання судновласників і інших підрозділів. У проведенні пошуково-рятувальних операцій беруть участь берегові радіостанції, спеціалізовані пошуково-рятувальні морські й повітряні судна (пошуково-рятувальні одиниці), виділені учасниками взаємодії, а також інші морські і повітряні судна, що знаходяться в районі або поблизу району нещастя.
Капітани суден зобов'язані надати допомогу, в межах можливого, коли один або кілька людей терплять нещастя на морі. Національну (державну) систему пошуку і рятування на морі очолює Державний морський рятувально-координаційний центр (ДМРКЦ) при Укрморрічфлоті, що здійснює керівництво національною пошуково-рятувальною службою.
У морських просторах установлюються пошуково-рятувальні райони, у межах яких за організацію ефективного пошуку і рятування відповідають рятувальні підцентри (РПЦ).
В задачу відповідних підцентрів входить прийом оповіщень про нещастя, організація пошуку людей, що терплять нещастя на морі, надання їм медичної допомоги, забезпечення продовольством, водою, захисним одягом і іншим необхідним постачанням, їх евакуація і доставка на берег.